# Lyle Ashton Harris
Lyle Ashton Harris (New York, 6 febbraio 1965) è un artista statunitense.
Utilizza diverse pratiche artistiche che spaziano dalla fotografia al collage e dalle installazioni alla performance per mettere in luce tematiche legale all'identità etnica e sessuale.

## Biografia
Nato nel distretto newyorkese del Bronx, Harris è cresciuto tra New York e Dar es Salaam, in Tanzania. Si è laureato con un BA presso la Wesleyan University ed ha ricevuto il suo MFA dal California Institute of the Arts.

## Pratica artistica
Nell'autunno del 1994, Harris espone alla sua prima mostra personale, The Good Life a New York. L'allestimento era composto da polaroid di grande formato raffiguranti messe in scena estemporanee di amici e familiari. Una delle opere più importanti è un trittico in collaborazione con il fratello, Thomas Allen Harris, dal titolo Brotherhood, Crossroads , eccetera. L'opera tesse una complessa allegoria visiva che evoca antiche cosmologie africane, miti giudaico-cristiani, tabù, desideri pubblici e privati.
Il collage è rimasto parte integrante di uno studio di Harris, iniziato a partire dalla metà degli anni 1990. Nel 1996, con The Watering Hole, una serie di fotomontaggi, rivela l'uso performativo della fotografia e dei suoi meccanismi, mettendo l'immagine in un campo di rappresentazione dove si rivelano eventi nascosti o repressi.
Nel 2004, Blow Up (primo collage a muro di Harris) ed è stato mostrato al Rhona Hoffman gallery di Chicago. Ciò lo ha portato a sviluppare una serie di tre collage a parete composti di materiali e fotografie che Harris ha raccolto.
Nel 2010 Gregorio R. Miller & Co ha pubblicato Excessive Exposure. La pubblicazione è la documentazione più definitiva dei ritratti realizzati da Harris con un grande formato polaroid negli ultimi dieci anni. Nel 2011, lo Studio Museum in Harlem esposti alcuni di questi ritratti, mettendo in evidenza i singoli soggetti.